# Мядельський район
Мядельський район — адміністративна одиниця Білорусі, Мінська область. Адміністративний центр — місто Мядель. Район утворений 15 січня 1940 року. Площа — 1968,45 км². Населення — 29 600 чоловік (2009).
Район межує з Вілейським районом Мінської, Поставським і Докшицьким — Вітебської, Островецьким і Сморгонським — Гродненської областей республіки Білорусі.

## Адміністративний поділ
В Мядельському районі налічується 303 населених пунктів, з них Мядель, Кривичі — міста. Всі села приналежні до 12-и сільських рад:
- Будславська сільська рада → Альжутки • Антонівка • Барківщина • Будслав • Будслав (станція) • Забіги • Ілове • Комарове • Курчино • Мотики • Новина • Олешки • Вільхівка • Петрачки • Полісся • Рев'ячка • Репище • Сивці • Слобода • Яцковичі.
- Занарачанська сільська рада → Залізники • Занарочь • Корабани • Колодино • Мокриця • Проньки • Сидоровичі • Стахівці • Черемшиці.
- Княгининська сільська рада → Озероди • Виголовичі • Витріски • Городище • Єльниця • Зарічне • Киржино • Княгинин • Ковалі • Косміно • Коники • Круглове • Льотки • Липки • Матяси • Морги • Нивки • Осове • Відкуп • Пашковщина • Пасічне • Підбереззя • Половики • Холмівка • Холма • Шимани • Янушево • Яцковичі • Дятловщина.
- Кривицька сільська рада → Василівщина • Вороб'ї • Грибки • Дубоноси • Залісся • Зауголля • Капустичі • Куликове • Мостовики • Новосілки • Попівка • Пузирі • Філіпки.
- Мядзельська сільська рада → Азарки-Дворище • Азарки-Пудовинка • Азарки-Старі • Березняки • Боклаї • Бояри • Волочик • Ворги • Гарані • Готовичі • Гірини • Кемси • Кобайли • Кочерги • Крути • Кулики • Липове • Лопоси • Лотва • Лук'яновичі • Мінчаки • Михалі • Мовчанки • Молчани • Никитки • Микольці • Микольці хутір • Перегродь • Пехурі • Полуяни • Прудники • Радьки • Рожки • Россохи • Садовщина • Скороди • Селькове • Стоми • Тимошковщина • Тридани • Челеї • Черняти • Шелковщина • Шиковичі • Шимки • Юшкевичі.
- Нарачанська сільська рада → Антонісберг • Абрами • Балаші • Бєймишки • Бєловщина • Борові • Бреські • Брили • Застінок Брили • Внуки • Воронці • Глубокий Ручєй • Голубеньки • Зеленьки • Зубренівка • Кузьмичі • Кусевщина • Лещинськ • Логовини • Лижичі • Мала Сирмеж • Матяси • Мельники • Наноси • Нарочь • Нікраши • Пасашки • Пасинки • Печенки • Плетяши • Радки • Реп'яхи • Редупля • Рудошани • Рибки • Симони • Скори • Слуки • Струголапи • Теляки • Терлюки • Тюкши • Черевки • Чехи • Чучелиці • Швакшти • Шишки.
- Сватківська сільська рада → Андрійки • Бонда • Бруси • Довжани • Єзженці • Замошшя • Калинівка • Кашонівка • Липове • Лужи • Магдулине • Мацьки • Наври • Невіри • Новики • Ольсевичі • Паморівщина • Пильковщина • Рудевичі • Русаки • Сватки • Сиві • Старинки-1 • Старинки-2 • Узла • Шкленикове.
- Слобідзька сільська рада → Бокачі • Войтехове • Гулі • Двір Кропивно • Дягилі • Жутино • Заврутки • Зиково • Ковалі • Константинове • Кропивне • Красняни • Кузьмичі • Кухальські • Лейці • Леонардове • Мілти • Мутевщина • Некасецьк • Петрилівці • Ногавки • Ногавщино • Охобни • Посопове • Славичі • Пугачі • Ромашки • Рубаники • Слобода • Слобідка • Судники • Старина • Студениця • Янушівка • Яцини.
- Старогабська сільська рада → Бадени • Бояри • Гніздище • Зани • Кончани • Кочани • Ляховичі • Місуни • Мозолівщина • Моховичі • Новосілки • Нові Габи • Петрове • Романівщина • Старі Габи • Усовщина • Червечове.
- Свірська сільська рада → Бакшти • Богатьки • Болькове • Больківщина • Бориси • Венцевичі • Ворошилки • Грумбиненти • Дубники • Засвирь • Іванівка • Ключатки • Колодно • Константинове • Корки • Куркулі • Лукашевичі • Лущики • Нарейши • Нетьки • Ольшево • Сємки • Стара • Стрипелишки • Фалевичі • Януковичі • Яцини • Редупля.
- Сирмезька сільська рада → Бережні • Болтогузи • Боярновичі • Буйки • Вовчино • Іванки • Каракуличі • Континенти • Мітиненти • Невіровичі • Носовичі • Островляни • Помош'є • Селятки • Старлиги • Сурвіли • Сирмеж • Хмилки • Хоневичі • Шеметове • Шеметове (хутір) • Яневичі.
- Свірська селищна рада → Свір, Володьки • Комарове • Новосілки • Олешки • Чорна Лужа • Балдук.
- Кривицька селищна рада → Боровики • Денисово • Задубіння • Коренишеці • Невіри • Парубки • Плашино • Прудники • Ракути • Русачки • Слобідка • Уздриголовичі.

## ЗМІ
- «Рэгіянальная газета» (укр. Регіональна газета) — щотижнева суспільно-політична газета білоруською мовою.